# ウォルター・オマリー

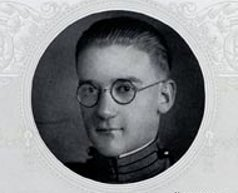
ウォルター・オマリー

ウォルター・フランシス・オマリー（Walter Francis O'Malley、1903年11月9日 - 1979年8月9日）は、アメリカ大リーグ、ロサンゼルス・ドジャースの元オーナー、弁護士。息子のピーター・オマリーもドジャースの経営に携わり、孫のピーター・サイドラーもサンディエゴ・パドレスのオーナーを務めた。

## 略歴
1903年、ニューヨークのブロンクス生まれ。ペンシルベニア大学、フォーダム大学大学院にて学ぶ。ニューヨークの地下鉄の技術者として出発し、その後弁護士として成功し財を築く。ブルックリン・ドジャースの顧問弁護士を経て、1950年より、オーナーとなる。1957年のシーズン終了後、ドジャースをロサンゼルスに移転させ現在のロサンゼルス・ドジャースとなるが、この移転はニューヨークの野球ファンから激しい非難を浴びることになる。

### ドジャースの顧問弁護士からドジャースのオーナーへ
1942年、ウォルター・オマリーはブルックリン・ドジャースの顧問弁護士に任命され、翌年には球団の株を手に入れて経営に加わることになる。
1943年にはセントルイス・カージナルスからブランチ・リッキーが球団社長兼ゼネラル・マネージャー（GM）として招聘されるが、オマリーはリッキーの球団運営を快く思っていなかった。リッキーはカージナルスのファーム・システムを開発したことで知られ、また1947年に大リーグ史上初の黒人メジャーリーガーのジャッキー・ロビンソンと契約し人種の壁を破ったという進歩的な考えの持ち主であったが、これらはオマリーの考え方とは相容れないものだった。
当時ドジャースの株をオマリー、リッキー、ファイザーの社長だったジョン・スミス (実業家)で平等に所有していたが、ジョン・スミスが亡くなるとオマリーは未亡人に対してその株を自らに売るように説得し、リッキーの追放を画策したのだった。リッキーも同時期ピッツバーグ・パイレーツから誘いを受けており、結局オマリーに株を売り渡して退団していった。1950年、こうしてドジャースの経営権を手に入れた。

### ブルックリン・ドジャースからロサンゼルス・ドジャースへ
1950年にブルックリン・ドジャースのオーナーに就任する。当時のドジャースはエベッツ・フィールドを本拠地とし、地元のブルックリンのファンのドジャースに対する応援は全米一の熱狂度と評されるほどだった。しかし、オマリーはエベッツ・フィールドが収容人数約3万3千人と手狭なことに加え、駐車場が狭い点を問題視したのであった。1952年には、土地の提供と駐車場のスペース確保を望みニューヨーク市と交渉した。オマリーはブルックリンの別の土地を望んだが、市側はクイーンズ区への移転を望んでいた。
そして、オマリーはロサンゼルスへの移転を決定する。この際に当時やはりニューヨークのポロ・グラウンズに本拠地を構えていたニューヨーク・ジャイアンツも一緒に西海岸への移転を目論んだ。当時ジャイアンツのオーナーのホーレス・C・ストーンハムを説得して、ついに1957年のシーズン終了後、ドジャースとジャイアンツの両方が同時期に西海岸へ移転することになったのだった。
ドジャースの移転の衝撃はあまりにも大きく、ブルックリンの町中の誰もが涙を流すほどの衝撃であった。この移転はオマリーに対する悪のイメージを決定付け、「20世紀の三大悪人はヒトラー、スターリン、そしてウォルター・オマリー」などといわれるようになったのである。

### ドジャースの球団経営
移転先のロサンゼルスでは、市が新球場のための土地の提供と球場周辺の整備を行い、新球場は球団の負担で行った。新球場が出来るまでの間は、フットボール用のスタジアムであるロサンゼルス・コロシアムで行うことになったが、左翼まで極端に狭く、逆に右翼まで極端に広いという歪んだ構造になっていた。ドジャースは、1962年シーズンから新球場のドジャースタジアムへ移転する。
オマリーは球団経営に終身雇用制を取り入れた家族主義的な方針を採った。そのため「働きやすい全米企業ベスト100」に何度も入るなどの優良企業というイメージをもたらすことに成功した。
一方で、選手に対しては極力年俸を抑えるという姿勢をとっていた。こうした姿勢に対し、1964年にはサンディー・コーファックスとドン・ドライスデールの2人は結託して年俸で共闘する姿勢をとり、また1974年にはアンディ・メッサースミスが球団が提示した年俸を不服として無契約でプレーし、これはフリー・エージェント制度の導入につながることになる。

## 評価
オマリーは当時として数少ないフルタイムのオーナーであり、「企業家オーナー」として冷徹にドジャースの利益を上げる方策を取り続けた。その最たるものが、ドジャースをブルックリンからロサンゼルスへと移転させたことだ。オマリーが決断した西海岸への移転は、人気の面でも観客動員の面でも「大成功」と言っても過言ではない程の成果をもたらした。西海岸に野球ビジネスを広げたパイオニアという評価がある一方で、ブルックリンからドジャースを「持ち出した」と野球ファンから非難を浴びたのも確かである。